# Череплянско училище
Череплянското училище (на гръцки: Δημοτικό σχολείο Ηλιοκώμης) е основно училище и местна забележителност, разположено в село Череплян (Илиокоми), Гърция.
В 2000 година училището заедно със съседния склад е обявено за защитен исторически паметник, като „забележителни сгради от местната традиционна архитектура от периода на края на XIX и началото на XX век, важни за изследването на социалната еволюция на района“.